# Coeriana phaeobasia
Coeriana phaeobasia là một loài bướm đêm trong họ Noctuidae.